# Draft de l'NBA del 1999
El Draft de l'NBA de 1999 es va celebrar el dia 30 de juny a Washington DC. Corey Maggette, Ron Artest, Andrei Kirilenko i Manu Ginobili estan entre els jugadors escollis en posicions retrassades que després han rendit a la perfecció a la lliga.

## Primera ronda
|  | = All-Star |

| Posició | Jugador                  | Nacionalitat  | Equip de l'NBA                                                  | Origen (Universitat/club)  |
| ------- | ------------------------ | ------------- | --------------------------------------------------------------- | -------------------------- |
| 1       | Elton Brand (PF)         | Estats Units  | Chicago Bulls                                                   | Duke                       |
| 2       | Steve Francis (PG/SG)    | Estats Units  | Vancouver Grizzlies                                             | Maryland                   |
| 3       | Baron Davis (PG)         | Estats Units  | Charlotte Hornets                                               | UCLA                       |
| 4       | Lamar Odom (SF/PF)       | Estats Units  | Los Angeles Clippers                                            | Rhode Island               |
| 5       | Jonathan Bender (PF/SF)  | Estats Units  | Toronto Raptors (traspassat a Indiana Pacers per Antonio Davis) | Picayune HS (Picayune, MS) |
| 6       | Wally Szczerbiak (SF)    | Estats Units  | Minnesota Timberwolves                                          | Miami (OH)                 |
| 7       | Richard Hamilton (SG)    | Estats Units  | Washington Wizards                                              | UConn                      |
| 8       | Andre Miller (PG)        | Estats Units  | Cleveland Cavaliers                                             | Utah                       |
| 9       | Shawn Marion (SF)        | Estats Units  | Phoenix Suns                                                    | UNLV                       |
| 10      | Jason Terry (PG)         | Estats Units  | Atlanta Hawks                                                   | Arizona                    |
| 11      | Trajan Langdon (SG)      | Estats Units  | Cleveland Cavaliers                                             | Duke                       |
| 12      | Aleksandar Radojevic (C) | RF Iugoslàvia | Toronto Raptors                                                 | Barton County JC (Kansas)  |
| 13      | Corey Maggette (SG/SF)   | Estats Units  | Seattle SuperSonics                                             | Duke                       |
| 14      | William Avery (PG)       | Estats Units  | Minnesota Timberwolves                                          | Duke                       |
| 15      | Frédéric Weis (C)        | França        | New York Knicks                                                 | Limoges (França)           |
| 16      | Ron Artest (SF)          | Estats Units  | Chicago Bulls                                                   | St. John's                 |
| 17      | Cal Bowdler (PF)         | Estats Units  | Atlanta Hawks                                                   | Old Dominion               |
| 18      | James Posey (SG/SF)      | Estats Units  | Denver Nuggets                                                  | Xavier                     |
| 19      | Quincy Lewis (SF)        | Estats Units  | Utah Jazz                                                       | Minnesota                  |
| 20      | Dion Glover (SG)         | Estats Units  | Atlanta Hawks                                                   | Georgia Tech               |
| 21      | Jeff Foster (C/PF)       | Estats Units  | Golden State Warriors                                           | Southwest Texas State      |
| 22      | Kenny Thomas (PF)        | Estats Units  | Houston Rockets                                                 | New Mexico                 |
| 23      | Devean George (SF)       | Estats Units  | Los Angeles Lakers                                              | Augsburg                   |
| 24      | Andrei Kirilenko (SF/PF) | Rússia        | Utah Jazz                                                       | CSKA Moscú (Rússia)        |
| 25      | Tim James (SF)           | Estats Units  | Miami Heat                                                      | Miami (FL)                 |
| 26      | Vonteego Cummings (PG)   | Estats Units  | Indiana Pacers                                                  | Pittsburgh                 |
| 27      | Jumaine Jones (SF)       | Estats Units  | Atlanta Hawks                                                   | Georgia                    |
| 28      | Scott Padgett (PF)       | Estats Units  | Utah Jazz                                                       | Kentucky                   |
| 29      | Leon Smith (PF)          | Estats Units  | San Antonio Spurs                                               | Martin Luther King HS      |

## Segona ronda
| Posició | Jugador                      | Nacionalitat    | Equip de l'NBA         | Origen (Universitat/club)      |
| ------- | ---------------------------- | --------------- | ---------------------- | ------------------------------ |
| 30      | John Celestand               | Estats Units    | Los Angeles Lakers     | Villanova                      |
| 31      | Rico Hill                    | Estats Units    | Los Angeles Clippers   | Illinois State                 |
| 32      | Michael Ruffin               | Estats Units    | Chicago Bulls          | Tulsa                          |
| 33      | Chris Herren                 | Estats Units    | Denver Nuggets         | Fresno State                   |
| 34      | Evan Eschmeyer (C)           | Estats Units    | New Jersey Nets        | Northwestern                   |
| 35      | Calvin Booth (C)             | Estats Units    | Washington Wizards     | Penn State                     |
| 36      | Wang Zhizhi (C)              | R.P. de la Xina | Dallas Mavericks       | Bayi Rockets (Xina)            |
| 37      | Obinna Ekezie (C)            | Nigèria         | Vancouver Grizzlies    | Maryland                       |
| 38      | Laron Profit                 | Estats Units    | Orlando Magic          | Maryland                       |
| 39      | A.J. Bramlett                | Estats Units    | Cleveland Cavaliers    | Arizona                        |
| 40      | Gordan Giricek (SG)          | Croàcia         | Dallas Mavericks       | Cibona Zagreb (Croàcia)        |
| 41      | Francisco Elson (PF)         | Països Baixos   | Denver Nuggets         | California                     |
| 42      | Louis Bullock                | Estats Units    | Minnesota Timberwolves | Michigan                       |
| 43      | Lee Nailon (SF)              | Estats Units    | Charlotte Hornets      | TCU                            |
| 44      | Tyrone Washington            | Estats Units    | Houston Rockets        | Mississippi State              |
| 45      | Ryan Robertson               | Estats Units    | Sacramento Kings       | Kansas                         |
| 46      | J.R. Koch                    | Estats Units    | New York Knicks        | Iowa                           |
| 47      | Todd MacCulloch (C)          | Canadà          | Philadelphia 76ers     | Washington                     |
| 48      | Galen Young                  | Estats Units    | Milwaukee Bucks        | Charlotte                      |
| 49      | Lari Ketner                  | Estats Units    | Chicago Bulls          | UMass                          |
| 50      | Venson Hamilton              | Estats Units    | Houston Rockets        | Nebraska                       |
| 51      | Antwain Smith                | Estats Units    | Vancouver Grizzlies    | St. Paul's (VA)                |
| 52      | Roberto Bergersen            | Estats Units    | Atlanta Hawks          | Boise State                    |
| 53      | Rodney Buford (SG)           | Estats Units    | Miami Heat             | Creighton                      |
| 54      | Melvin Levett                | Estats Units    | Detroit Pistons        | Cincinnati                     |
| 55      | Kris Clack                   | Estats Units    | Boston Celtics         | Texas                          |
| 56      | Tim Young                    | Estats Units    | Golden State Warriors  | Stanford                       |
| 57      | Emanuel "Manu" Ginóbili (SG) | Argentina       | San Antonio Spurs      | Viola Reggio Calabria (Itàlia) |
| 58      | Eddie Lucas                  | Estats Units    | Utah Jazz              | Virginia Tech                  |